# Gift (videogioco)
Gift (ギフト?, Gifuto) è una visual novel giapponese per adulti sviluppata dalla Moonstone nel 2005. Il gioco originale è una collaborazione con la Circus, anche se la Moonstone ha fatto la maggior parte del lavoro. La storia si concentra attorno a Haruhiko Amami, uno studente del liceo che vive in una città nella quale c'è sempre l'arcobaleno in cielo.
Il gioco è stato seguito a gennaio 2006 dal manga, mentre l'anime di 12 episodi, prodotto dalla Oriental Light and Magic, è stato trasmesso per la prima volta in Giappone a ottobre 2006.

## Trama
La città di Narasakicho ha due caratteristiche distintive: un arcobaleno sempre presente in cielo e un'abilità, nota come Gift, in possesso di tutti gli abitanti. Il potere del Gift può essere evocato da una persona solo una volta nella vita e può realizzare un solo miracolo. Affinché abbia successo, il Gift deve riflettere i sentimenti condivisi sia dall'utilizzatore che dal ricevente. Se i sentimenti non sono reciproci, il Gift devasta l'area circostante e nell'arcobaleno compare una linea nera.
La storia comincia quando la sorella minore di Haruhiko Amami, Riko Fukamine, torna a casa dopo diversi anni di assenza. Con il suo arrivo, la vita di Haruhiko comincia a cambiare molto in fretta e i sentimenti del passato riaffiorano.

## Personaggi

### Principali
Haruhiko Amami (天海春彦?, Amami Haruhiko)
Frequenta il secondo anno alla Shimano Gakuen ed è il protagonista di Gift. È un amico d'infanzia di Kirino e il fratello maggiore di Riko, anche se i due non hanno legami di sangue. Le sue maniere sono piuttosto brusche e gli piace prendere in giro Kirino. Considera il Gift un potere benigno e utile, e sostiene di dovere la vita a uno di essi. La madre Haru è morta poco dopo la sua nascita; si scopre poi che il Gift è stato creato da sua madre il giorno della sua morte. Dato che il Gift può essere liberato solo una volta nella vita, per rimuovere quelli di Riko e Kirino deve far scomparire l'arcobaleno in cielo, ma, come risultato, perde la vita per un breve periodo di tempo prima che Riko lo trovi. Dopo essere tornato in vita, si rende conto di essere innamorato di Riko.
Riko Fukamine (深峰莉子?, Fukamine Riko)
La sorella minore adottiva di Haruhiko, in realtà hanno la stessa età e sono in classe insieme. Il motivo per il quale è tornata è per stare con Haruhiko, suo primo amore e del quale è ancora innamorata.
Kirino Konosaka (木之坂霧乃?, Konosaka Kirino)
Amica d'infanzia di Haruhiko, è la sua vicina di casa. Sono così amici che la mattina lei va a casa sua non solo per svegliarlo, ma anche per preparargli la colazione. A causa della sua natura timida, viene spesso presa in giro da Haruhiko, ma non le importa molto perché ne è innamorata. Ha un anno in meno e frequenta il primo anno alla Shimano Gakuen.
Rinka Hokazono (外薗綸花?, Hokazono Rinka)
È una ragazza dura, ma molto bella, capace di difendersi senza sforzo. È in grado di usare la spada e alle medie insegnava nel club di kendō. Possiede degli attrezzi ginnici pericolosi praticamente per tutti a parte lei. Aveva una sorella maggiore, morta da qualche anno. Le piacciono i manga shōjo, ma non lo sa nessuno. Frequenta il primo anno alla Shimano Gakuen.
Chisa Fujimiya (藤宮千紗?, Fujimiya Chisa)
La migliore amica di Kirino, il padre è il fondatore della Fujimiya Corporation ed è di conseguenza cresciuta nel lusso. È in buoni rapporti con Rinka. In realtà è una strega e spesso vola sopra la città con la sua scopa. Il suo famiglio è un corvo di nome Jinta. Frequenta il primo anno Shimano Gakuen ed è in classe con Kirino.
Yukari "Yukarin" Kamishiro (神代縁?, Kamishiro Yukari)
Frequenta il terzo anno alla Shimano Gakuen ed è molto brava a curare le ferite. Lavora come cameriera nella residenza dei Fujimiya perché ha perso parte della memoria, e ha un'innata abilità nel parlare con gli animali.
Masaki "Maki" Edo (江戸真紀?, Edo Masaki)
È un amico di Haruhiko ossessionato dalla scienza. Inventa moltissimi oggetti pericolosi che spesso perdono il controllo.
Nami Sato (里緒奈美?, Satō Nami)
È una ragazza che segue Rinka da quando questa l'ha salvata, e la ammira moltissimo. È gelosa di tutti quelli che dimostrano più che amicizia nei confronti di Rinka, molto probabilmente perché è innamorata di lei.

### Gift: Prism
Sena Asakawa (浅川瀬奈?, Asakawa Sena)
Frequenta il secondo anno alla Shimano Gakuen ed è la presidentessa del Consiglio Studentesco. La sua popolarità a scuola è altissima e paragonabile a quella di Riko. Ha un'ossessione per i pinguini e cerca in ogni modo di avere il più alto numero di peluche a forma di pinguino. È in grado di raccogliere i Gift di ogni studente che le si dichiara, ma non esce mai con nessuno di questi. Molto brava negli sport, pratica nuoto; è gentile, accomodante e un po' goffa. È sempre positiva ed è una gran lavoratrice.
Nene Himekura (姫倉寧々?, Himekura Nene)
Frequenta il terzo anno alla Shimano Gakuen ed è molto ricca. Nonostante sia molto popolare tra gli studenti del primo e del secondo anno, molti dei suoi compagni di classe la trovano antipatica per il suo carattere arrogante e per questo motivo non ha amici. Suo padre è un imprenditore informatico, mentre la madre una famosa celebrità. A tutti i ragazzi che cercano di dichiararsi dice "Prima chiama i miei avvocati!".
Miyu Akihara (秋原未遊?, Akihara Miyu)
Frequenta il secondo anno alla Shimano Gakuen, è molto tranquilla. Il suo hobby è la lettura, e infatti porta sempre con sé un libro, ma le piace anche scrivere, e pubblica le sue storie su un blog. Ha un collie. I suoi genitori sono morti e Miyu vive con i soldi che derivano dai diritti d'autore sui libri d'amore della madre. Fa parte del club di letteratura.

## Videogioco
Il 27 maggio 2005 è stata pubblicata l'edizione limitata per PC; la versione regolare ha seguito il 10 giugno 2005. Il 27 gennaio 2006 è stato realizzato un fandisc intitolato Gift ~Niji Iro Stories~, mentre la versione per PS2 Gift: Prism è stata pubblicata il 19 ottobre 2006 dalla Sweets con i contenuti per adulti rimossi. Gift: Prism - Over the Rainbow è stato pubblicato il 10 novembre 2006. Una versione per iPhone e iPod touch è stata pubblicata in giapponese il 6 gennaio 2009 e in inglese il 2 novembre 2009.

## Episodi
| Nº  | Titolo italiano Giapponese 「Kanji」 - Rōmaji                                                       | In onda          | In onda |
| Nº  | Titolo italiano Giapponese 「Kanji」 - Rōmaji                                                       | Giapponese       |         |
| 1   | La città dell'arcobaleno 「虹が宿る街」 - Niji ga Yadoru Machi                                      | 6 ottobre 2006   |         |
| 2   | La sorellina è tornata 「帰ってきだ妹」 - Kaette Kida Imōto                                         | 13 ottobre 2006  |         |
| 3   | Primo amore 「初恋の人」 - Hatsukoi no Hito                                                         | 20 ottobre 2006  |         |
| 4   | L'estate trascorsa 「すれ違う夏」 - Surechigau Natsu                                                | 27 ottobre 2006  |         |
| 5   | In un posto chiuso 「閉ざされた場所で」 - Tozasareta Basho de                                       | 3 novembre 2006  |         |
| 6   | Apparenze 「面影」 - Omokage                                                                        | 10 novembre 2006 |         |
| 7   | Il significato della felicità 「幸せの意味」 - Shiawase no Imi                                      | 17 novembre 2006 |         |
| 8   | Tempo di ricordi 「思い出の時間」 - Omoide no Jikan                                                 | 24 novembre 2006 |         |
| 9   | Cuori collegati, sentimenti spezzati 「つながる心、途切れた想い」 - Tsunagaru Kokoro, Togireta Omoi | 1º dicembre 2006 |         |
| 10  | Un passato portato via 「奪われた過去」 - Ubawareta Kako                                            | 8 dicembre 2006  |         |
| 11  | Il segreto del Gift 「Giftの秘密」 - Gift no Himitsu                                                | 15 dicembre 2006 |         |
| 12  | L'arcobaleno eterno 「永遠の虹」 - Eien no Niji                                                     | 22 dicembre 2006 |         |
| OAV | Momenti critici alla locanda Konosaka 「木之坂旅館 危機一髪」 - Konosaka Ryokan Kikiippatsu         | 22 giugno 2007   |         |